# Азов (Крым)
Азо́в (укр. Азов, крымскотат. Azov, Азов) — село в Красногвардейском районе Республики Крым в составе Пятихатского сельского поселения (согласно административно-территориальному делению Украины — Пятихатского сельского совета Автономной Республики Крым).

## Население
| 2001 | 2014 |
| ---- | ---- |
| 191  | ↘94  |

Всеукраинская перепись 2001 года показала следующее распределение по носителям языка
| Язык             | Процент |
| ---------------- | ------- |
| русский          | 69,11   |
| украинский       | 28,8    |
| крымскотатарский | 2,09    |

### Динамика численности
| - 1805 год — 55 чел. - 1864 год — 10 чел. - 1889 год — 91 чел. - 1892 год — 23 чел. - 1902 год — 69 чел. - 1915 год — 25/28 чел. | - 1915 год — 42 чел. - 1926 год — 64 чел. - 2001 год — 191 чел. - 2009 год — 160 чел. - 2014 год — 94 чел. |

## Современное состояние
На 2017 год в Азове числится 7 улиц; на 2009 год, по данным сельсовета, село занимало площадь 70,6 гектара на которой, в 58 дворах, проживало 160 человек. По данным Генерального плана на 2024 год площадь села составляет 96,5 га. В селе действует фельдшерско-акушерский пункт, ранее работали детский сад и Дом культуры. Село связано автобусным сообщением с райцентром и соседними населёнными пунктами.

## География
Азов — село на юге района, в безымянной балке в степном Крыму, высота над уровнем моря — 60 м. Соседние сёла: Ровное — в 2,5 км на север, Холмовое в 2,7 км на восток и Докучаево в 3,5 км на юго-восток. Расстояние до райцентра — около 22 километров (по шоссе) на северо-запад, ближайшая железнодорожная станция — Элеваторная — примерно в 19 километрах. Транспортное сообщение осуществляется по региональной автодороге 35Н-263 Октябрьское — Докучаево (по украинской классификации — С-0-10653).

## История
Первое документальное упоминание села встречается в Камеральном Описании Крыма… 1784 года, судя по которому, в последний период Крымского ханства Азав входил в Борулчанский кадылык Карасубазарского каймаканства. После присоединения Крыма к России (8) 19 апреля 1783 года, (8) 19 февраля 1784 года, именным указом Екатерины II сенату, на территории бывшего Крымского Ханства была образована Таврическая область и деревня была приписана к Симферопольскому уезду. После Павловских реформ, с 1796 по 1802 год, входила в Акмечетский уезд Новороссийской губернии. По новому административному делению, после создания 8 (20) октября 1802 года Таврической губернии, Азов был включён в состав Табулдинской волости Симферопольского уезда.
По Ведомости о всех селениях в Симферопольском уезде состоящих с показанием в которой волости сколько числом дворов и душ… от 9 октября 1805 года, в деревне Азав числилось 8 дворов и 55 жителей, исключительно крымских татар. На военно-топографической карте генерал-майора Мухина 1817 года деревня Азо обозначена как пустующая. После реформы волостного деления 1829 года деревню Азов, согласно «Ведомости о казённых волостях Таврической губернии 1829 года», отнесли к Айтуганской волости (преобразованной из Табулдынской) — следовательно, население в ней было. На карте 1836 года в деревне 11 дворов, а на карте 1842 года деревня Азав или Азов обозначен условным знаком «малая деревня», то есть, менее 5 дворов.
В 1860-х годах, после земской реформы Александра II, деревню приписали к Зуйской волости. В «Списке населённых мест Таврической губернии по сведениям 1864 года», составленном по результатам VIII ревизии 1864 года, Азав — владельческая татарская деревня с 3 дворами, 10 жителями и мечетью при колодцах. По обследованиям профессора А. Н. Козловского начала 1860-х годов, в селении имелись колодцы с пресной водой глубиной 35 саженей (около 74 м). На трехверстовой карте Шуберта 1865—1876 года в деревне Азав (Азов) обозначено 5 дворов. В «Памятной книге Таврической губернии 1889 года» по результатам Х ревизии 1887 года записан уже Азов с 15 дворами и 91 жителем.
После земской реформы 1890 года Азов отнесли к Табулдинской волости. Согласно «…Памятной книжке Таврической губернии на 1892 год», в деревне Азов, входившей в Айтуганское сельское общество, числилось 23 жителя в 2 домохозяйствах, все безземельные. По «…Памятной книжке Таврической губернии на 1902 год» в деревне Азов, приписанной к волости для счёта, числилось 69 жителей в 10 домохозяйствах. В 1908 году в деревню заселили немецких колонистов лютеран. По Статистическому справочнику Таврической губернии. Ч.II-я. Статистический очерк, выпуск шестой Симферопольский уезд, 1915 год, в Табулдинской волости Симферопольского уезда числились два хутора. Азов Штоля Г. Ф. и Вейгума А. Д. — 2 двора с немецким населением в количестве 14 человек приписных жителей и 28 — «посторонних», из которых 28 мужчин и 14 женщин. При хуторе числилось 739 десятин удобной земли, 46 лошадей, 23 корова и 20 голов мелкого скот. Азов (вакуф) — 2 двора с татарским населением, 11 человек приписных жителей (5 мужчин и 6 женщин, 54 десятины удобной земли, 7 лошадей, 2 вола, 1 корова и 2 головы мелкого скота). Согласно списку 1915 года «…отдельных русских подданных из австрийских, венгерских или германских выходцев, владеющих землёю…» при деревне Азов значатся владения наследников Реймер Петра Петровича площадью 198 десятинами 430 квадратных саженей, Шеленберг Гергарда Абрамовича — 106 десятин, 425 квадратных саженей и 2 участка Тьярт Иогана Якубовича (Ивана Яковлевича): 126 десятин 1106 квадратных саженей и 20 десятин земли.
После установления в Крыму Советской власти и учреждения 18 октября 1921 года Крымской АССР, в составе Симферопольского уезда был образован Биюк-Онларский район, в состав которого включили село. В 1922 году уезды получили название округов. 11 октября 1923 года, согласно постановлению ВЦИК, в административное деление Крымской АССР были внесены изменения, в результате которых был ликвидирован Биюк-Онларский район и село включили в состав Симферопольского. Согласно Списку населённых пунктов Крымской АССР по Всесоюзной переписи 17 декабря 1926 года, в селе Азов, Карасанского сельсовета Симферопольского района, числилось 14 дворов, все крестьянские, население составляло 64 человека, из них 62 немца и 2 русских. Постановлением КрымЦИКа от 15 сентября 1930 года был вновь создан Биюк-Онларский район (указом Президиума Верховного Совета РСФСР № 621/6 от 14 декабря 1944 года переименованный в Октябрьский), теперь как немецкий национальный (лишённый статуса национального постановлением Оргбюро ЦК КПСС от 20 февраля 1939 года), село включили в его состав. Вскоре после начала Великой Отечественной войны, 18 августа 1941 года крымские немцы были выселены, сначала в Ставропольский край, а затем в Сибирь и северный Казахстан.

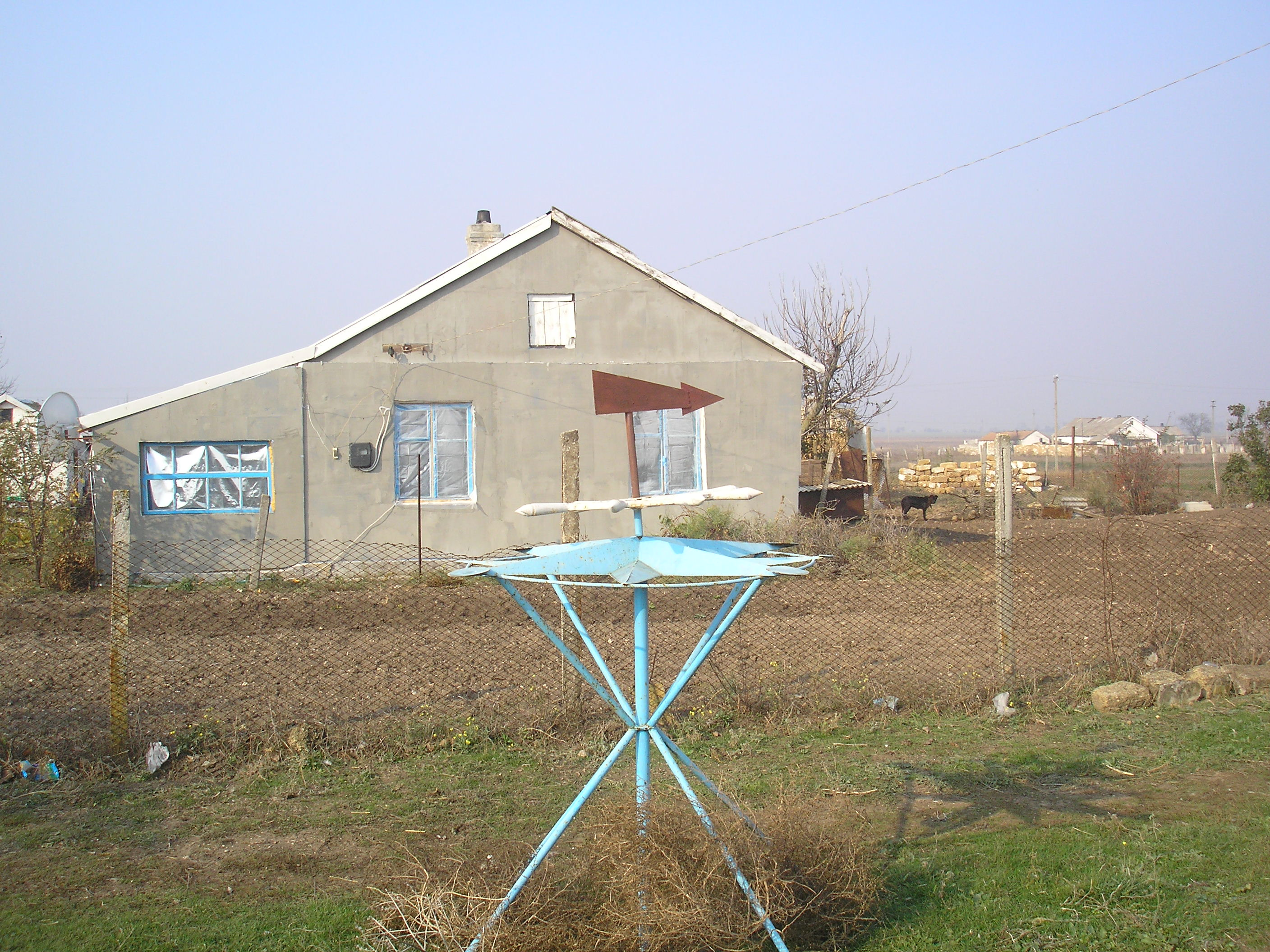
Географический центр Крыма

После освобождения Крыма от фашистов в апреле, 12 августа 1944 года было принято постановление № ГОКО-6372с «О переселении колхозников в районы Крыма» и в сентябре 1944 года в район приехали первые новоселы (57 семей) из Винницкой и Киевской областей, а в начале 1950-х годов последовала вторая волна переселенцев из различных областей Украины. С 25 июня 1946 года Азов в составе Крымской области РСФСР, а 26 апреля 1954 года Крымская область была передана из состава РСФСР в состав УССР. Время включения в Колодезянский сельсовет пока не установлено: на 15 июня 1960 года село уже числилось в его составе. Указом Президиума Верховного Совета УССР «Об укрупнении сельских районов Крымской области», от 30 декабря 1962 года Октябрьский район был упразднён и село присоединили к Красногвардейскому, в составе Колодезянского сельсовета. Постановлением ВС Украины от 17 февраля 1987 года Азов передан в подчинение Пятихатскому сельсовету. С 12 февраля 1991 года село в составе восстановленной Крымской АССР, 26 февраля 1992 года переименованной в Автономную Республику Крым. С 21 марта 2014 года — в составе Республики Крым России.

## Достопримечательность
На восточной окраине села, по одной из версий, находится географический центр Крыма.